# Acaciawinterkoning
De acaciawinterkoning (Thryophilus pleurostictus; synoniem: Thryothorus pleurostictus) is een zangvogel uit de familie Troglodytidae (winterkoningen).

## Verspreiding en leefgebied
Deze soort telt 7 ondersoorten:
- T. p. nisorius: het zuidelijke deel van Centraal-Mexico.
- T. p. oaxacae: Guerrero en Oaxaca (zuidelijk Mexico).
- T. p. acaciarum: Chiapas (zuidelijk Mexico).
- T. p. oblitus: van zuidoostelijk Chiapas tot westelijk El Salvador.
- T. p. pleurostictus: Guatemala.
- T. p. lateralis: centraal en oostelijk El Salvador en noordwestelijk Honduras.
- T. p. ravus: Nicaragua en noordelijk Costa Rica.